# Jeremy Shada
Jaden Jeremy Shada, född 21 januari 1997 i Boise i Idaho, är en amerikansk skådespelare, musiker och sångare. Han är mest känd för att göra rösten till Finn (Människan Finn) i Cartoon Network-serien Äventyrsdags, och Lance i Netflix-serien Voltron – Den legendariska beskyddaren. Han medverkar också i Netflix-serien Julie and the Phantoms i rollen som bandmedlemmen Reggie Peters, där han spelar mot bland andra Charlie Gillespie, Owen Joyner och Madison Reyes.
Shadas skådespelarkarriär påbörjades när han var drygt sju år gammal, sedan han och hans familj hade flyttat till Los Angeles. Han är yngre bror till skådespelaren Zack Shada (född 1992), som var hans inspirationskälla till att bli skådespelare.

## Filmografi (i urval)

### Filmer
- 2004 – Miracle Run
- 2004 – Team America
- 2005 – Mina grannar Yamadas (engelsk omdubb)
- 2009 – Det regnar köttbullar
- 2012 – ParaNorman
- 2017 – Surf's Up 2: Galen i vågor

### TV-serier
- 2009–2011 – Batman: Den tappre och modige (TV-serie)
- 2010–2018 – Äventyrsdags (TV-serie)
- 2013 – Incredible Crew (TV-serie)
- 2016–2018 – Voltron – Den legendariska beskyddaren (TV-serie)
- 2020–2021 – Äventyrsdags: I fjärran land (TV-serie)
- 2020 – Julie and the Phantoms (TV-serie)
- 2021–nutid – Drakryttarna: De nio rikena (TV-serie)

## Diskografi (i urval)

### Studioalbum
- 2021 – Vintage

### EPs
- 2021 – Mad Love

### Singlar
- 2020 – "Ballerina"
- 2021 – "Humphrey Bogart"
- 2021 – "Dancing With Strangers"
- 2021 – "This Feels Right"
- 2021 – "If Looks Could Kill"